# نسل زد
نسل زد (به انگلیسی: Generation Z) و (خلاصه Gen Z) که به زبان عامیانه به عنوان زومرها نیز شناخته می‌شود، گروه جمعیتی جانشین نسل وای و قبل از نسل آلفا است.  نسل زد معمولاً شامل افرادی است که بین سال‌های ۱۹۹۷ تا ۲۰۱۲ متولد شده‌اند. نسل وای (Millennials) نیز به طور کلی شامل افرادی است که بین سال‌های ۱۹۸۱ تا ۱۹۹۶ به دنیا آمده‌اند. نسل زد افرادی هستند که با اینترنت بزرگ شدند پس با توجه به اینترنت در ایران به طور رسمی از اوایل دهه ۱۹۹۰ میلادی وارد کشور ایران شد. در سال ۱۹۹۳، اولین ارتباط اینترنتی بین ایران و شبکه جهانی اینترنت برقرار شد. در سال ۱۹۹۷، شرکت مخابرات ایران خدمات اینترنتی را به صورت تجاری آغاز کرد و این امر به افزایش دسترسی عمومی به اینترنت کمک کرد.
به‌عنوان اولین نسل اجتماعی که از جوانی با دسترسی به اینترنت و فناوری دیجیتال قابل حمل رشد کرده‌است، اعضای نسل زد، «بومی دیجیتال» لقب گرفته‌اند، با اینکه لزوماً سواد دیجیتالی ندارند. علاوه بر این، تأثیرات منفی زمان صفحه‌نمایش توسط نوجوانان در مقایسه با کودکان کوچکتر، بارزتر است.
در مقایسه با نسل‌های پیشین، اعضای نسل زد در برخی از کشورهای پیشرفته تمایل به خوش‌رفتاری، پرهیزکاری و ریسک‌گریزی دارند. آنها تمایل دارند که نسبت به پیشینیان خود آهسته‌تر زندگی کنند؛ نرخ بارداری نوجوانان کمتری دارند و کمتر الکل مصرف می‌کنند، اما نه لزوماً سایر داروهای روانگردان. جوانان نسل زی بیشتر از نسل‌های قدیمی نگران عملکرد تحصیلی و چشم‌انداز شغلی خود هستند، و برخلاف انتظارها، در به تأخیر انداختن رضایتمندی، بهتر از همتایان خود در دههٔ ۱۹۶۰ هستند. از طرف دیگر، پیامک جنسی در میان نوجوانان شیوع یافته‌است، گرچه عواقب آن هنوز درک نشده‌است. در همین حال، خرده‌فرهنگ‌های نسل زی ساکت‌تر بوده‌اند، گرچه لزوماً ناپدید نشده‌اند. در مجموع باید گفت اینترنت تأثیرات مثبت و منفی بر کودکان دارد و در صورت استفادهٔ مسئولانه، شرایطی را فراهم می‌کند که کودکان، دنیای اطراف خود و حتی دوردست را کشف کنند، یاد بگیرند و لذت ببرند و دسترسی سریع و آسان به اطلاعات را برای آن‌ها امکان‌پذیر می‌کند.
اینترنت در صورت مدیریت مطلوب به گسترش روابط اجتماعی نسل زد نیز کمک می‌کند، اما با وجود این تأثیرات مثبت، در صورت استفادهٔ کنترل‌نشده و استفادهٔ بیش از حد، پیامدهایی چون اعتیاد به اینترنت، مشکلات سلامت جسمی و اجتماعی خواهد داشت و حتی ممکن است به علت عدم تمرین اجتماعی در دنیای واقعی توانایی برقراری روابط بین فردی را کاهش دهد. بنابراین اینترنت همچنان که تولید و گسترش اطلاعات را تسهیل می‌کند، به علت آن که اطلاعات ممکن است با مبدأ نامشخص به راحتی منتشر شود، زمینهٔ انتشار نقل‌قول‌ها، تصاویر و انواع دیگر مطالب جعلی را نیز فراهم می‌کند. 

## ویژگی‌ها
بخش اعظم اعضای نسل زد برای تمام عمر خود از ارتباطات و رسانه‌های دیجیتال استفاده خواهند کرد. نسل زد از وقتی که چشم به جهان گشوده‌اند در اطراف خود به‌طور گسترده‌ای با فناوری‌های پیشرفته‌ای نظیر وب جهان‌گستر، شبکه‌های اجتماعی، پیام‌رسانی فوری، خدمات پیام‌کوتاه، ام‌پی‌تری پلیرها، تلفن‌های همراه، و یوتیوب مواجه بوده‌اند. به همین دلیل برخی به این نسل نام شهروندان دیجیتال داده‌اند.
نسل زد همگی کاملاً در دوران پسانوگرایی، چندگانگی فرهنگی، و جهانی‌سازی زاده شده‌اند. 

## وقایع
حملات ۱۱ سپتامبر ۲۰۰۱، بحران جهانی فایننس در سال ۲۰۰۸ و پیروزی اوباما در انتخابات ریاست جمهوری به‌عنوان اولین سیاه‌پوست در تاریخ ایالات متحده، ظهور شبکه‌های اجتماعی نظیر توییتر، اینستاگرام و فیس‌بوک و همه‌گیری جهانی کرونا احتمالاً مهم‌ترین وقایعی هستند که نسل زد تاکنون تجربه کرده‌است.